# East Midlands International Cicle Classic 2014
La 10e édition de l'East Midlands International Cicle Classic a eu lieu le dimanche 27 avril 2014. La course fait partie du calendrier UCI Europe Tour 2014 en catégorie 1.2.

## Présentation

### Équipes
Classée en catégorie 1.2 de l'UCI Europe Tour, l'East Midlands International Cicle Classic est par conséquent ouverte aux équipes continentales professionnelles, aux équipes continentales et aux équipes nationales.

## Classement final
|    | Coureur            | Équipe                   |   | Temps           |
| -- | ------------------ | ------------------------ | - | --------------- |
| 1  | Thomas Moses       | Rapha Condor JLT         |   | 4 h 25 min 29 s |
| 2  | Thomas Scully      | Madison Genesis          | + | 10 s            |
| 3  | Mark McNally       | An Post-ChainReaction    |   | 10 s            |
| 4  | James McCallum     | NFTO                     |   | 24 s            |
| 5  | Russell Downing    | NFTO                     |   | 25 s            |
| 6  | Adam Blythe        | NFTO                     |   | 25 s            |
| 7  | Peter Hawkins      | Madison Genesis          |   | 25 s            |
| 8  | Fabian Schnaidt    | Vorarlberg               |   | 25 s            |
| 9  | Shane Archbold     | An Post-ChainReaction    |   | 25 s            |
| 10 | Marcin Białobłocki | Velosure-Giordana Racing |   | 25 s            |